# Амари, Эмерико
Эмерико Амари (итал. Emerico Amari; 10 мая 1810, Палермо, Королевство Сицилия — 20 сентября 1870, Палермо, Королевство Италия) — видный итальянский политик, экономист, статистик, публицист, юрист, издатель и педагог XIX века. Один из видных деятелей либерального политического движения времён итальянского Рисорджименто.

## Биография
Родился в дворянской семье. Отец — граф С. Адриано Мариано Сальваторе Амари (итал. Conte di S. Adriano Mariano Salvatore Amari), депутат сицилийского парламента 1812 года, а мать, Розалия Байарди, принадлежала к семье маркизов С. Карло (итал. Rosalia Baiardi, Marchesi di S. Carlo).
Окончив колледж Коласанцио в Палермо, Амари поступил в университет Палермо, где получил юридическое и экономическое образование с акцентом на политэкономию. Некоторое время проработав юристом, стал заниматься наукой, в частности философией. С 1836 году регулярно публиковал статьи на юридические и экономические темы в либеральном журнале Giornale de Statistica. С 1841 по 1848 год Эмерико Амари преподавал уголовное право в Палермском университете, где написал «Трактат о теории прогресса» и в декабре 1842 года привлёк внимание полиции Бурбонов своей лекцией о смертной казни.
В 1842 году Амари получил назначение на должность директора палермитанской тюрьмы, однако за участие в республиканских движениях 1847 и 1848 годов был арестован сам.

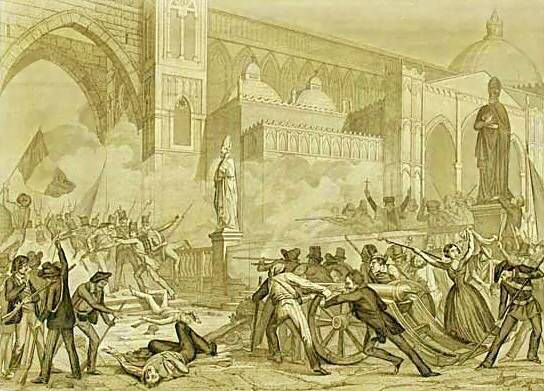
События в Палермо (1848)

Во время Палермской революции был избран в парламент, где занял должность вице-президента. Участвовал в разработке новой сицилийской конституции, был послан революционным правительством в качестве посла вместе с патриотами Джузеппе Ла Фарина и Франческо Феррара в Турин, чтобы предложить корону Сицилии герцогу Генуи. Когда в 1849 году войска Бурбонов вновь оккупировали Палермо и восстановили монархию, Эмерико Амари бежал сначала на Мальту, а затем в Геную (Сардинское королевство), где прожил 12 лет.
Во время изгнания Амари вёл длительную переписку со своим изгнанным другом Франческо Феррарой и сотрудничал с деловыми газетами. К этому периоду относится его наиболее значимая работа — «Critica di una scienza delle legislazioni comparate» (Генуя, 1857). В 1859 году стал преподавателем философии истории в Институте высших исследований во Флоренции (итал. l'Istituto di studi superiore di Firenze).
В 1860 году, после успешной сицилийской кампании Гарибальди, вернулся в Палермо, получив задание от временного правительства найти решения, которые помогли бы интегрировать Сицилию к остальной части объединённой Италии, но вскоре ушёл в отставку, поняв, что Турин, вдохновляемый жёстким централизмом, свёл всё предприятие Гарибальди к простой аннексии династией Савойи. Поэтому он отказался от предложенных ему государственных должностей, в том числе от предложения сенатора и министра народного образования Микеле Амари возглавить кафедру права и сравнительного законодательства в Университете Палермо.
В 1861 году Эмерико Амари был избран депутатом первого парламента Королевства Италии. Год спустя, из-за смертельной болезни сына Энрико, пытался уйти в отставку, но представленное им прошение была отклонено. В 1867 году вновь избран в итальянский парламент, но уже через год окончательно ушёл из парламентской жизни. Вместо этого, с 1868 года он был избран в муниципальный совет Палермо, членом которого оставался до своей смерти, которая произошла из-за неизвестной болезни 20 сентября 1870 года, в тот же день, когда итальянские войска вошли в Рим, тем самым завершив процесс Рисорджименто.
После смерти Амари в родном городе ему была воздвигнута статуя, а одна из центральных улиц Палермо была названа в его честь.